# René-Charles Loncle des Aleux
René-Charles Loncle des Aleux (27 décembre 1753, Loudéac - 4 mars 1794, La Braise en Hénon), est un homme politique français.

## Biographie
René-Charles Loncle des Aleux est le fils d'Arthur-Charles Loncle des Alleux, officier de vaisseau, procureur de la juridiction de Moncontour, et d'Élisabeth-Marie-Victoire de Tremereuc.
Juge à Loudéac, il devint maire de Moncontour en 1790, et est élu, le 10 septembre 1792, député des Côtes-du-Nord à la Convention nationale.

## Sources
- « René-Charles Loncle des Aleux », dans Adolphe Robert et Gaston Cougny, Dictionnaire des parlementaires français, Edgar Bourloton, 1889-1891 [détail de l’édition]